# Speed Skydiving
Speed Skydiving ist eine Fallschirmsport-Wettkampfdisziplin mit dem Ziel, die höchste maximale Fallgeschwindigkeit zu erreichen und aufrechtzuerhalten. Sie wurde in der späten 1990er Jahren entwickelt und ist der schnellste unmotorisierte Sport der Welt. Die Geschwindigkeit, die der menschliche Körper im Freifall erreichen kann, ist eine Funktion verschiedener Faktoren; das Körpergewicht, die Orientierung, Oberflächengröße und -textur. In einer stabilen Bauchlage ist die Endgeschwindigkeit ungefähr 200 km/h. Die stabile Head-Down-Position (Kopfunter) hat eine Endgeschwindigkeit von ca. 240 bis 290 km/h. Eine weitere Optimierung des Luftwiderstandes durch Ändern der Körperposition erlaubt Geschwindigkeiten von über 500 km/h.

## Wettkampf
Speed Skydiving ist eine Wettkampf-Disziplin im Fallschirmsport. Das Wettkampfziel für die Wettkämpfer ist es, ihren Körper so schnell wie möglich zu fliegen, damit sie in einem 3 Sekunden langen Flugfenster die höchste Fluggeschwindigkeit erreichen.
Die Geschwindigkeit wird mit einem auf dem Helm des Wettkämpfers angebrachten Geschwindigkeitsmessgerät (Speed Measuring Device – SMD) gemessen. Die aktuell angewandte Messtechnologie ist GPS mit dem FlySight-Gerät. Früher (siehe unten) wurde barometrisch gemessen.
Die Wettkämpfer werden vom Wettkampfflugzeug zwischen 3.962 m und 4.267 m (13.000 Fuß bis 14.000 Fuß) abgesetzt. Jeder Springer dreht sich 90° von der Flugrichtung des Flugzeuges ab, abwechselnd nach links und rechts. Die Teilnehmer beschleunigen dann Kopf zur Erde und entschleunigen erst, wenn sie das Wettkampffenster bei 7.400 Fuß verlassen haben. Die Wertung ist die durchschnittliche Geschwindigkeit in km/h der schnellsten 3 Sekunden, die der Wettkämpfer im Wettkampffenster erreicht.
Speed Skydiving ist mittlerweile eine der von der International Skydiving Commission anerkannten Disziplinen. Vor der Einführung in die ISC-Disziplinen war Speed Skydiving von der International Speed Skydiving Association geführt, die die ersten Regeln schrieb und heute noch Wettkämpfe austrägt.

## Rekorde

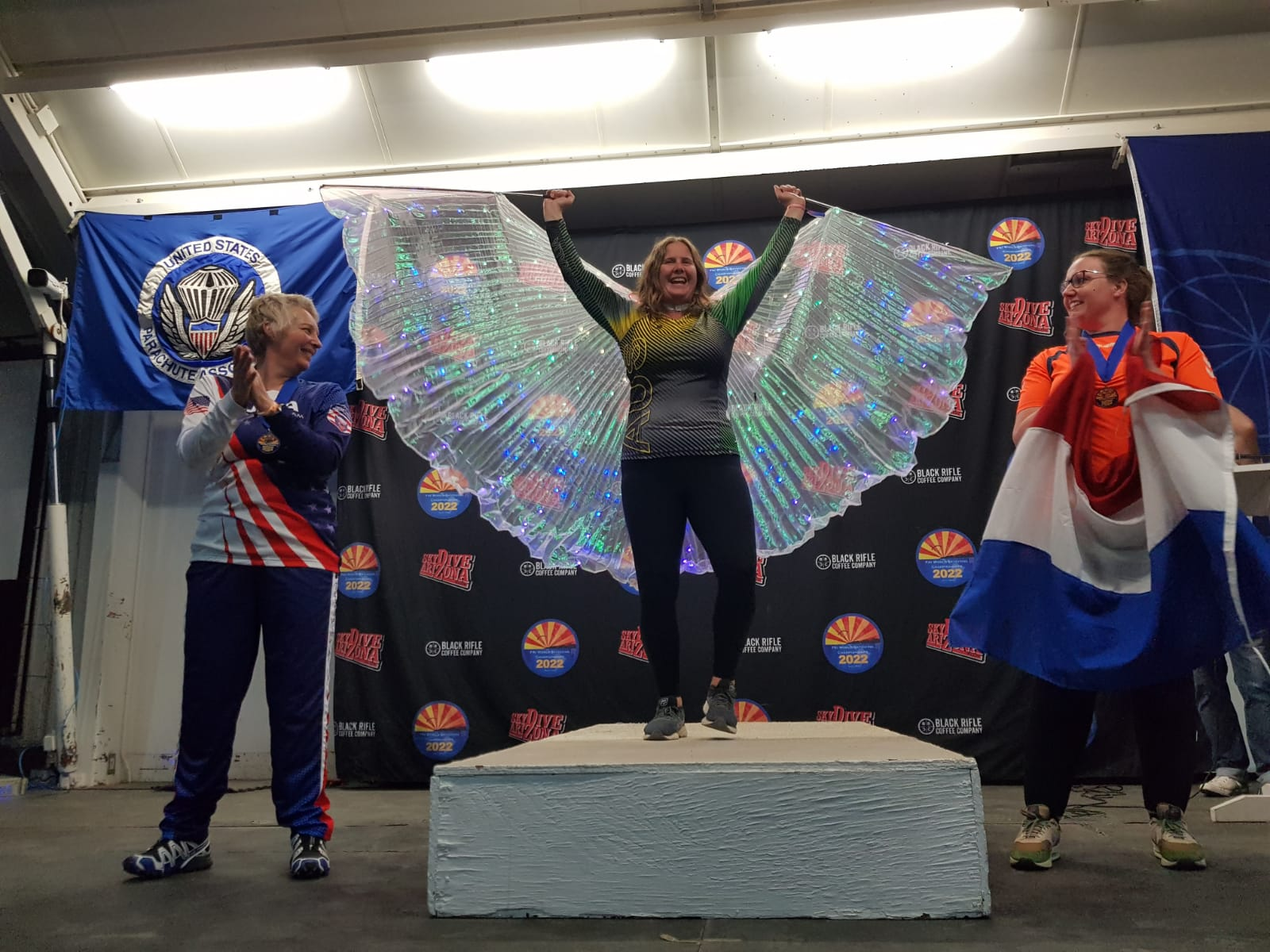
Podium bei der Weltmeisterschaft 2022: Natisha Dingle (1.), Maxine Tate (2.), Ingrid van Deelen (3.)

Der Rekord für die mit GPS gemessene schnellste Geschwindigkeit eines Wettkämpfers ist Marco Hepp aus Deutschland. Er ist bei der 4. Weltmeisterschaft (4th FAI World Speed Skydiving Championships) im Oktober 2022 529,77 km/h geflogen. Die schnellste Wettkämpferin war Natisha Dingle aus Australien, die bei dem gleichen Wettkampf 491,99 km/h im Wettkampffenster erreicht hat.

## Geschichte
Der erste Wettkampf ist 1998 in den USA in Deland, Florida, mit dem barometrischen ProTrack von Larsen & Brusgaard ausgetragen worden. Der erste Speed-Skydiving-Wettkampf in Europa wurde im September 1999 am Sprungplatz Gap-Tallard in Frankreich organisiert und wurde von Mike Brooke gewonnen. Der erste internationale World Cup wurde im Jahr 2000 von der ISST (International Speed Skydiving Tribe) ausgerichtet. Mike Brooke hat den ISST geleitet und den Sport mit der Benutzung von zwei Messgeräten vorangetrieben. Die Messgeräte wurden je an einer Seite des Gurtzeuges des Teilnehmers anstatt des Fußes befestigt, um dynamische Luftdruck-Einflüsse zu beseitigen. Internationale Speed Skydiving World Cups wurden danach in Deland (Florida), Lincolnshire (Großbritannien), Botten (Schweiz), Lapalisse (Frankreich), Empuriabrava (Spanien), und Texel (Niederlanden) ausgetragen.

## Maximale Fallgeschwindigkeit
Die maximale Fallgeschwindigkeit eines Körpers im freien Fall wird erreicht, wenn die Schwerkraft und der Luftwiderstand gleich ist und der Körper keine weitere Beschleunigung erfährt. Die Formel für die maximale Fallgeschwindigkeit ist (Auftrieb ist in der Luft verschwindend klein):
{\displaystyle v_{\mathrm {t} }={\sqrt {\frac {2mg}{\rho AC_{\mathrm {d} }}}}}
wo

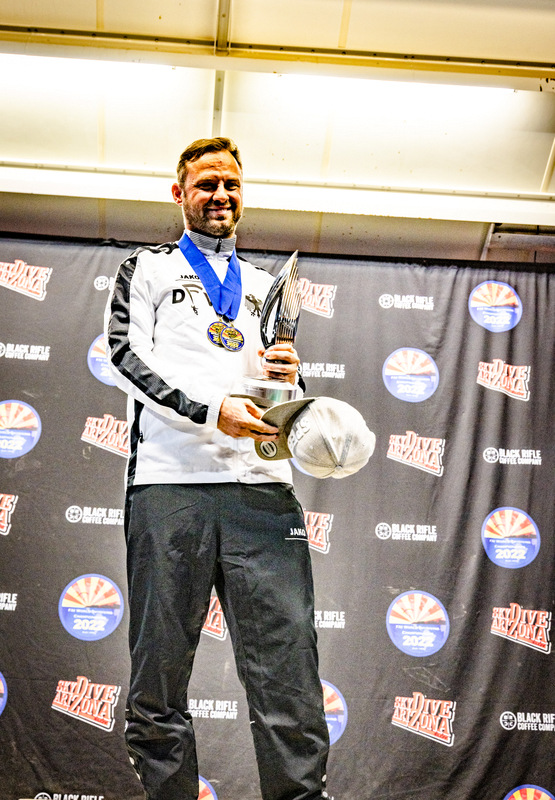
Marco Hepp, 2022 World Champion Speed Skydiving, mit der Tim Mace Trophy

- m das Gewicht des fallenden Objektes ist
- g die Beschleunigung durch Schwerkraft (9,8 m/s2) ist
- Cd der Luftwiderstandsbeiwert (ca. 0,7 für Kopfunterposition, ca. 1 für stabile Bauchlage)[8] ist
- ρ die Dichte der Flüssigkeit, durch die das Objekt fällt (1,23 kg/m³ für Luft auf Meereshöhe, und ~0,99 kg/m³[9] in der Mitte des Messfensters (2.200m)) ist
- A die projizierte Fläche des Objektes, oder der Flächenquerschnitt (ca. 0,18 m² für Kopfunterposition, ca. 0,7 für die stabile Bauchlage)[8] ist

Also für eine stabile Bauchlage (A = 0,7 m², m = 90 kg, Cd = 1) errechnet sich die maximale Fallgeschwindigkeit eines typischen Fallschirmspringers auf 55 m/s.
Der Springer kann sein Gewicht nicht ausreichend erhöhen, um die maximale Fallgeschwindigkeit stark beeinflussen zu können, und der Flächenquerschnitt ist in einer Head-Down-Position durch den Helm und die Schultern begrenzt. Den größten Einfluss kommt von der Reduzierung des Luftwiderstandes. Mit dem Kopf nach unten ausgerichtet, muss die Körperposition vorsichtig für die optimale laminare Strömung ausbalanciert werden. Zusätzlich werden besondere Helme und Sprungbekleidung benutzt, um die texturabhängige Oberflächenreibung zu reduzieren. Die Form und Steifheit der Sprungkombis müssen auch für den Luftwiderstandsbeiwert optimiert sein. Abschließend muss der Wettkämpfer seine maximale Geschwindigkeit so hoch wie möglich erreichen, um von den geringeren Luftdichten Gebrauch zu machen.

## Wetter
Das Wetter kann auf einen Wettkampf sowie einzelne Teilnehmer einen ausschlaggebenden Einfluss haben. Bei schlechtem Wetter oder aus Flugsicherheitsgründen kann die Absetzhöhe verringert werden. Außerdem kann eine dichte Wolkendecke die Sprungmöglichkeit ganz ausschließen.